# Мольвиль
Мольви́ль (фр. Molleville) — коммуна во Франции, находится в регионе Лангедок — Руссильон. Департамент коммуны — Од. Входит в состав кантона Саль-сюр-л’Эр. Округ коммуны — Каркасон.
Код INSEE коммуны — 11238.

## Население
Население коммуны на 2008 год составляло 87 человек.
| 1962 | 1968 | 1975 | 1982 | 1990 | 1999 | 2008 |
| ---- | ---- | ---- | ---- | ---- | ---- | ---- |
| 48   | 63   | 50   | 52   | 53   | 76   | 87   |

## Экономика
В 2007 году среди 59 человек в трудоспособном возрасте (15—64 лет) 45 были экономически активными, 14 — неактивными (показатель активности — 76,3 %, в 1999 году было 70,6 %). Из 45 активных работали 42 человека (21 мужчина и 21 женщина), безработных было 3 (2 мужчин и 1 женщина). Среди 14 неактивных 2 человека были учениками или студентами, 7 — пенсионерами, 5 были неактивными по другим причинам.